# Marina de Guevara
Marina de Guevara (Treceño, 1517 - Valladolid, 8 de octubre de 1559) fue una religiosa española quemada en la hoguera por la Inquisición española en el segundo auto de fe celebrado en Valladolid el 8 de octubre de 1559 contra los luteranos.

## Trayectoria
Marina de Guevara era monja de la Orden de San Bernardo en el Monasterio de Belén de Valladolid. Sus padres eran Ana de Tobar y Juan de Guevara, vecinos de Treceño. Era sobrina del vicario general del obispado de Cuenca y emparentaba con el conde de Oñate y el duque de Osuna.
En 15 de mayo de 1558 fue acusada por Marina Miranda, monja también del convento de Belén y condenada asimismo a la hoguera, de mantener sus mismas ideas luteranas. Ese mismo día se personó ella confirmando la acusación. Fue conducida de su convento a la cárcel de la Inquisición el 11 de febrero de 1559. Tras la declaración de otros testigos fue condenada por "haber sido y ser hereje apóstata luterana; é haberse hallado en muchas juntas é ayuntamientos con otras personas donde se enseñaban los dichos errores."
En estos autos de fe se ajustició a 41 personas. Cuatro de ellas, monjas bernardas: Marina de Guevara, Catalina Reinoso, Margarita de Santisteban y Marina de Miranda. En el primer auto de fe celebrado el 21 de mayo de 1559, habían sido sentenciadas catorce mujeres, seis de ellas condenadas a la hoguera.
Fue juzgada culpable de herejía y sometida al brazo secular (la autoridad civil). Felipe II vino a Valladolid para presenciar el auto de fe y así mostrar su apoyo a la Inquisición. Entre los doce condenados a muerte estaban Carlos de Seso, así como Juan Sánchez y las monjas del convento de Belén del que Marina de Guevara era superiora. Cuando de Seso reprochó al rey esa masacre, la respuesta del rey fue: "Si mi propio hijo cometiera el mismo crimen que tú cometiste, yo mismo llevaría la leña a la hoguera". A Marina de Guevara se le concedió una muerte más compasiva, ya que se la estranguló antes de que su cuerpo fuera arrojado al fuego.

## Reconocimientos
- Una placa recupera su nombre, junto a las otras tres monjas también quemadas en la hoguera, en el colegio San José, en la plaza de Santa Cruz de Valladolid.[4]